# Clupea harengus

Un branco di aringhe

Stemma araldico di Heringsdorf, Germania

L'aringa (Clupea harengus Linnaeus, 1758) è un pesce osseo marino appartenente alla famiglia dei Clupeidae.

## Distribuzione e habitat
Questo pesce è diffuso lungo le acque costiere dell'Atlantico settentrionale. Sulla costa americana l'areale dell'aringa va dal Labrador alla Carolina del Sud, nella parte orientale dell'Atlantico dall'Islanda e le isole Spitzbergen al nord del Golfo di Guascogna nonché nel mar Baltico. È del tutto assente dal mar Mediterraneo. Le aringhe sono pesci pelagici che formano grandi banchi. I banchi di aringhe si trovano più spesso in acque costiere durante la riproduzione mentre per nutrirsi si spostano più al largo e anche in acque oceaniche. I giovanili si incontrano molto spesso sottocosta, gli adulti effettuano migrazioni verticali, spostandosi in acque più profonde fino a 200 metri durante le ore diurne.

## Descrizione
Il corpo è fusiforme e appiattito lateralmente, ricoperto da scaglie piccole e non facilmente caduche come in altri Clupeidae. Sul ventre le scaglie formano una carena non molto forte. La bocca ha la mandibola prominente e più lunga della mascella. L'opercolo branchiale è liscio, con il margine posteriore arrotondato. La pinna dorsale è inserita anteriormente all'origine delle pinne ventrali.
Il colore è azzurro o verdastro sul dorso e argenteo su fianchi e ventre, non sono presenti punti scuri.
La taglia raggiunge eccezionalmente i 45 cm ma normalmente non supera i 30. Il peso massimo noto è di 1,1 kg.

## Riproduzione
La riproduzione avviene in tutto il periodo dell'anno, esistono varie popolazioni, anche viventi nelle stesse aree, che si riproducono in vari momenti dell'anno. Le femmine producono da 20.000 a 80.000 uova di 1-1,5 mm di diametro che vengono deposte in zone dal fondo ciottoloso raggiunte attraverso migrazioni riproduttive. Le uova, al contrario di molti altri clupeidi, non sono pelagiche.

## Alimentazione
L'aringa si nutre prevalentemente per filtrazione, le prede principali sono copepodi planctonici.

## Predatori
È preda abituale di numerose specie animali, soprattutto mammiferi come foche (Halichoerus grypus), focene, delfini (Delphinus delphis), orche, uccelli (Mergus merganser, Rissa tridactyla, Morus bassanus, Clangula hyemalis), calamari (Loligo forbesi, Illex illecebrosus), squali e razze (Prionace glauca, Squalus acanthias, Sphyrna lewini e Raja clavata), nonché numerose specie di pesci ossei (Salmo salar, Lophius piscatorius, Merluccius merluccius, Gadus morhua, pesci del genere Sebastes e altri).

## Pesca
L'aringa è uno dei principali bersagli delle flotte da pesca nordeuropee ed ha una grandissima importanza per la pesca commerciale e l'economia stessa di intere nazioni europee. Tutt'oggi gli stock dell'Atlantico e del Mare del Nord vengono sfruttati per essere trattati e commercializzati freschi, sotto sale o marinati. In Italia l'aringa non è oggi molto diffusa ed è meno conosciuta di numerose specie di pesce azzurro del Mediterraneo, ma in passato il consumo di aringhe salate era frequente come cibo povero, per esempio in Veneto, Emilia e Toscana. Questo pesce ha avuto una parte importante nell'alimentazione delle popolazioni del Nord Europa fin dal Medioevo, tanto da essere usate persino in alcune cerimonie religiose dai monaci.

## Araldica
In araldica l'aringa è una figura animale non molto diffusa, contemplata nell'araldica civica di alcuni paesi del Nord Europa.

## Parassitosi
È ospite piuttosto frequente del nematode Anisakis che causa problemi di parassitosi anche agli esseri umani, se ingeriti crudi o poco cotti.